# Haslach (Deggendorf)

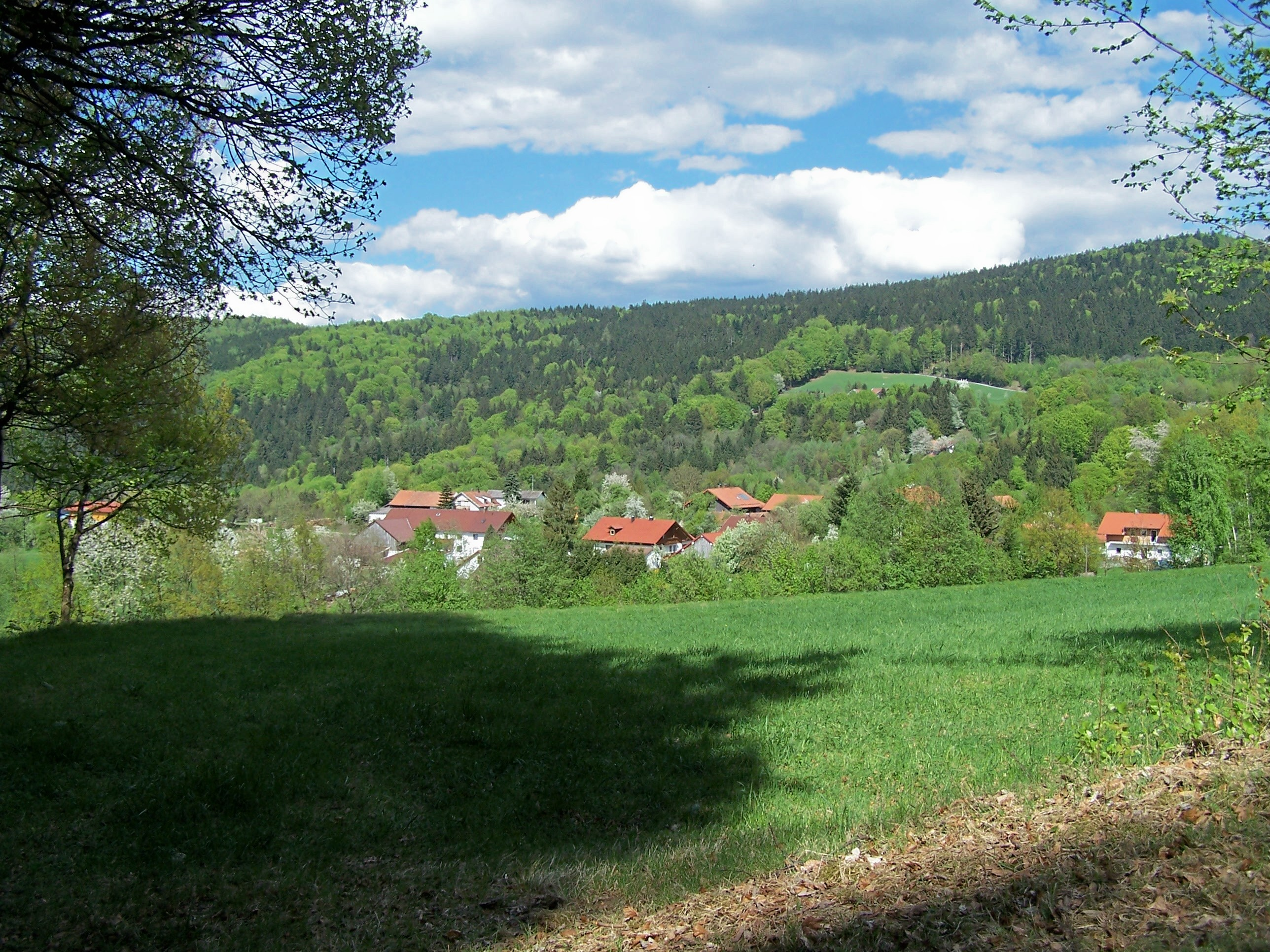
Südwest-Ansicht des Ortskerns

Haslach ist ein Weiler der früheren Gemeinde Mietraching (Deggendorf), heute ein Gemeindeteil der großen Kreisstadt Deggendorf im gleichnamigen Landkreis in Niederbayern.

## Lage
Haslach liegt an der Staatsstraße 2133 und ist vom Stadtzentrum etwa fünf Kilometer entfernt. Die geografische Höhe erstreckt sich von 480 bis 560 Metern.

## Einwohner
Die Einwohnerzahl liegt bei etwa 50 Personen; bei der Volkszählung 1987 hatte der Ort noch 70 Einwohner.